# Noccaea albanica
Noccaea albanica är en korsblommig växtart som beskrevs av Friedrich Karl Meyer. Noccaea albanica ingår i släktet backskärvfrön, och familjen korsblommiga växter. Inga underarter finns listade i Catalogue of Life.